# Thomas Broich
Thomas Broich (Monaco di Baviera, 29 gennaio 1981) è un ex calciatore tedesco, di ruolo centrocampista.

## Carriera
Centrocampista, iniziò nel 2000 la carriera professionistica nel Unterhaching, dopo un anno fu acquistato dal Wacker Burghausen. Nel 2003 approdò nel Borussia Mönchengladbach e dopo tre anni con i bianconeri fu ceduto al 1. FC Colonia.
Ha giocato da novembre 2002 a marzo 2004 per la Germania under 21.

## Palmarès

### Club
- Campionato australiano: 3

Brisbane Roar: 2010-2011, 2011-2012, 2013-2014

### Individuale
- Capocannoniere della A-League: 1

2016-2017 (19 gol)